# Benet Malvehí i Piqué
Benet Malvehí i Piqué (Igualada, 15 de maig de 1837 - Sant Sadurní d'Anoia, 3 de juny de 1892), fou un dibuixant i mestre veler.
De jove entrà a la fàbrica de sedes de Joan Escoder, a Barcelona, com a dibuixant. S'establí pel seu compte i el 1862 va teixir amb seda el retrat de la reina Isabel II, i la reina el va distingir l'any 1886 amb la insígnia de la Creu de Carles III. La seva producció assolí prestigi en domassos i velluts, alguns dels quals per a les sales de corporacions de Barcelona. Va donar feina a la seva fàbrica al dibuixant Gaspar Camps i Junyent. Va presidir el Col·legi de l'Art Major de la Seda des del 1887 fins que va morir.